# Confederação Brasileira de Desportos Aquáticos
A Confederação Brasileira de Desportos Aquáticos (CBDA) é uma entidade oficial que regulamenta os desportos aquáticos no Brasil.
Fundada como Confederação Brasileira de Natação (CBN), em 21 de outubro de 1977, a Confederação Brasileira de Desportos Aquáticos completou 40 anos de fundação, em 2017. Atualmente, o presidente da CBDA é o pernambucano Luiz Fernando Coelho.
A nomenclatura foi mudada em 1988 para adequação, já que a CBDA administra cinco modalidades: natação, águas abertas, polo aquático, saltos ornamentais e nado artístico. Atualmente, tem todos os 26 estados brasileiros, além do Distrito Federal, como federações filiadas.

## Filiações
- Federação Internacional de Natação (FINA)[2]
- Comitê Olímpico Brasileiro (COB)[2]

## Campeonatos Notáveis

### Troféu Chico Piscina
Acessar Artigo do Evento
O Troféu Chico Piscina é uma competição brasileira que acontece anualmente na cidade de Mococa - SP desde 1969. O campeonato reúne atletas das categorias Infantil e Juvenil que representam as seleções de seus respectivos estados ou de seus países (caso o mesmo não seja brasileiro). É considerado um dos eventos mais notáveis das categorias.[carece de fontes?]

### Troféu Brasil de Natação (Maria Lenk)
Acessar Artigo do Evento
O Troféu Brasil de Natação (Anteriormente: Troféu Maria Lenk) é uma competição brasileira disputada por equipes em provas individuais e de revezamento. Também é conhecido como o Campeonato Brasileiro Absoluto de Verão e/ou Campeonato Brasileiro Absoluto de Piscina Longa (50m). É um dos eventos mais notáveis em âmbito nacional.

### Troféu José Finkel
Acessar Artigo do Evento
O Troféu José Finkel  é uma competição brasileira disputada por equipes em provas individuais e de revezamento. Também é conhecido como o Campeonato Brasileiro Absoluto de Inverno e/ou Campeonato Brasileiro Absoluto de Piscina Curta (25m), apesar de esporadicamente ser disputado em Piscina Longa (50m). É um dos eventos mais notáveis em âmbito nacional.

## Federações filiadas
Federações estaduais filiadas diretamente a Confederação Brasileira de Desportos Aquáticos (CBDA), listadas em ordem alfabética de acordo com o nome do estado a qual pertence. Clique aqui para acessar a lista completa e atualizada.
- Federação Aquática do Estado do Acre (FAEA)
- Federação Aquática do Estado do Alagoas (FAEAL)
- Federação Amazonense de Desportos Aquáticos (FADA)
- Federação Amapaense de Esportes Aquáticos (FAEA)
- Federação Baiana de Desportos Aquáticos (FBDA)
- Federação Cearense de Desportos Aquáticos (FCDA)
- Federação de Desportos Aquáticos do Distrito Federal (FDA-DF)
- Federação Aquática Capixaba (FAC)
- Federação Aquática de Goiás (FAGO)
- Federação Maranhense de Desportos Aquáticos (FMDA)
- Federação Aquática Mineira (FAM)
- Federação de Desportos Aquáticos do Mato Grosso do Sul (FEDAMS)
- Federação de Desportos Aquáticos do Mato Grosso (FDA-MT)
- Federação Paraense de Desportos Aquáticos (FPDA)
- Federação de Desportos Aquáticos da Paraíba (FEAP)
- Federação Aquática Pernambucana (FAP)
- Federação Piauiense de Desportos Aquáticos (FPDA)
- Federação de Desportos Aquáticos do Paraná (FDAP)
- Federação Aquática do Estado do Rio de Janeiro (FARJ)
- Federação Aquática Norteriograndense (FAN)
- Federação Aquática do estado de Rondônia (FAER)
- Federação de Desportos Aquáticos de Roraima (FEDAR)
- Federação Gaúcha de Desportos Aquáticos (FGDA)
- Federação Aquática de Santa Catarina (FASC)
- Federação Aquática do Sergipe (FASE)
- Federação Aquática Paulista (FAP)
- Federação Aquática do Estado do Tocantins (FAETO)

## Modalidades
- Natação
- Polo aquático
- Nado Sincronizado
- Saltos Ornamentais
- Maratonas Aquáticas

## Citações
1. 1 2  «Sobre a CBDA :: Gestão :: Portal da Trasparência». transparencia.cbda.org.br. Consultado em 9 de março de 2021
2. 1 2  «Sobre a CBDA :: Gestão :: Portal da Trasparência». transparencia.cbda.org.br. Consultado em 11 de março de 2021
3. ↑  «CBDAWEB - Federacoes». cbda.org.br. Consultado em 11 de março de 2021